# Halictus pachyurus
Halictus pachyurus är en biart som beskrevs av Cockerell 1937. Halictus pachyurus ingår i släktet bandbin, och familjen vägbin. Inga underarter finns listade i Catalogue of Life.